# Università autonoma di Madrid
L'Università autonoma di Madrid (in spagnolo Universidad Autónoma de Madrid, UAM) è un ateneo pubblico spagnolo di Madrid, costituito nel 1968 con cinque facoltà: scienze, diritto e scienze politiche, filosofia e lettere, medicina, economia, localizzate in diverse zone della capitale.

## Strutture
Il 25 ottobre 1971 fu inaugurato il campus di Cantoblanco, con i suoi 22 252 000 m² di superficie totale. Dei 766 630 m² urbanizzati, 120 000 sono adibiti a giardino.
La UAM accoglie all'incirca 36 000 studenti.